# R̄
La R con macrón (Mayúscula: R̄ minúscula: r̄), es una grafema utilizado en la escritura Idioma kurdo con el alfabeto latino de Idioma araki y Idioma hiw en la romanización ISO 233-1 de la escritura árabe y la romanización ALA-LC del kurdo. Esta es la letra R diacrítica con un macrón.

## Uso
El grafema ‹r̄› se utiliza en dos lenguas oceánicas habladas en Vanuatu:
- en araki, se anota el sonido /r/, para distinguirlo de /ɾ/ (que se escribe 'r');
- en hiw, representa el sonido /g͡ʟ/.

En la romanización del kurdo ALA-LC, el alfabeto latino hawar del kurdo que utiliza 'r̄' se utiliza para transliterar el kurdo escrito con los alfabetos árabe o cirílico.
En la romanización ISO 233-1 de la Escritura árabe, 'r̄' translitera el rāʾ šaddah «'رّ'», siendo transliterados el rāʾ y el šaddah con la r y con el macron arriba.

## Codificación
La R con macrón se puede representar en Unicode con los siguientes caracteres:
| forma     | representación | Puntos de código | descripción                         |
| --------- | -------------- | ---------------- | ----------------------------------- |
| Mayúscula | R̄              | U+0052 U+0304    | Letra mayúscula latina r con macrón |
| minúscula | r̄              | U+0072 U+0304    | Letra minúscula latina r con macrón |